# Lina Nilsson
Lina Nilsson, nascida em 1987, em Ystad, é uma futebolista sueca, que atua como defesa . 

Atualmente (2013), joga pelo  LdB FC Malmö . 

## Clubes
- LdB FC Malmö